# Kara Mehmed Pacha
 (septembre 2022).
La mise en forme du texte ne suit pas les recommandations de Wikipédia : il faut le « wikifier ».
Les points d'amélioration suivants sont les cas les plus fréquents :
- Les titres sont pré-formatés par le logiciel. Ils ne sont ni en capitales, ni en gras.
- Le texte ne doit pas être écrit en capitales (les noms de famille non plus), ni en gras, ni en italique, ni en « petit »…
- Le gras n'est utilisé que pour surligner le titre de l'article dans l'introduction, une seule fois.
- L'italique est rarement utilisé : mots en langue étrangère, titres d'œuvres, noms de bateaux, etc.
- Les citations ne sont pas en italique mais en corps de texte normal. Elles sont entourées par des guillemets français : « et ».
- Les listes à puces sont à éviter, des paragraphes rédigés étant largement préférés. Les tableaux sont à réserver à la présentation de données structurées (résultats, etc.).
- Les appels de note de bas de page (petits chiffres en exposant, introduits par l'outil «  Source ») sont à placer entre la fin de phrase et le point final[comme ça].
- Les liens internes (vers d'autres articles de Wikipédia) sont à choisir avec parcimonie. Créez des liens vers des articles approfondissant le sujet. Les termes génériques sans rapport avec le sujet sont à éviter, ainsi que les répétitions de liens vers un même terme.
- Les liens externes sont à placer uniquement dans une section « Liens externes », à la fin de l'article. Ces liens sont à choisir avec parcimonie suivant les règles définies. Si un lien sert de source à l'article, son insertion dans le texte est à faire par les notes de bas de page.
- La présentation des références doit suivre les conventions bibliographiques. Il est recommandé d'utiliser les modèles {{Ouvrage}}, {{Chapitre}}, {{Article}}, {{Lien web}} et/ou {{Bibliographie}}. Le mode d'édition visuel peut mettre en forme automatiquement les références.
- Insérer une infobox (cadre d'informations à droite) n'est pas obligatoire pour parachever la mise en page.

Pour une aide détaillée, merci de consulter Aide:Wikification.
Si vous pensez que ces points ont été résolus, vous pouvez retirer ce bandeau et améliorer la mise en forme d'un autre article.
Kara Mehmed Pacha, mort le 10 août 1684 à Buda, est un "Grand Ambassadeur" de l'Empire ottoman à Vienne en 1665. Le détail de cette ambassade nous est connu grâce, notamment, à la chronique d'un témoin oculaire, Evliya Celebi, qui la décrit dans le volume VII de son "Livre des voyages". Kara Mehmed Pacha meurt en 1684 en tentant de défendre la forteresse de Buda assiégée par les troupes impériales des Habsbourg.

## Biographie

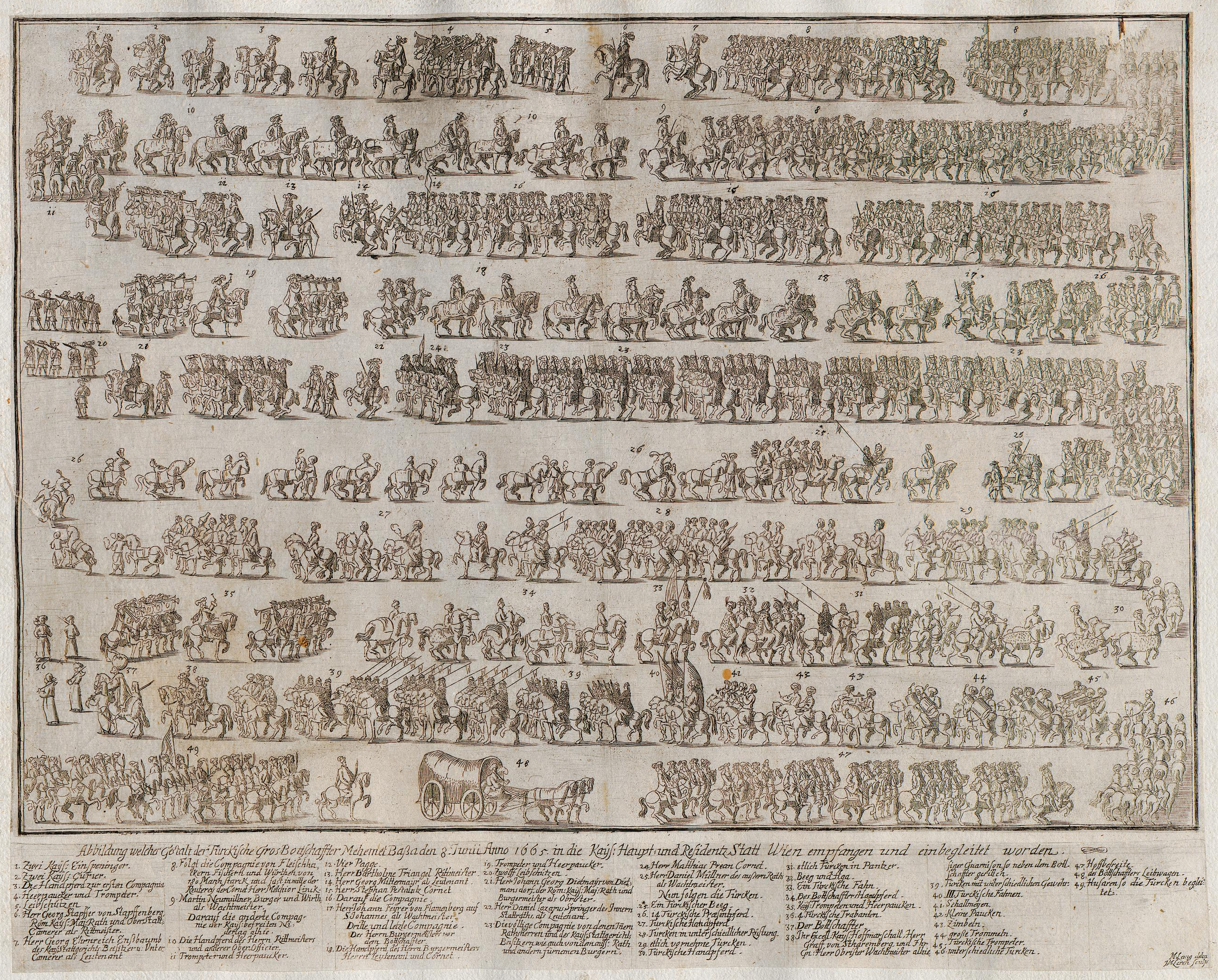
Entrée du Grand Ambassadeur ottoman Kara Mehmed Pacha à Vienne le 8 juin 1665

En août 1664, la bataille de Saint-Gothard est perdue par les Ottomans. Léopold Ier de Habsbourg et le sultan Mehmed IV signent alors la paix d'Eisenburg (ou de Vasvar), un traité qui garantit la paix entre les nations pour vingt ans. Ils décident également d'une cérémonie de remise de cadeaux diplomatiques qui se tiendra à Vienne l'année suivante, soit en juin 1665.
Sur le conseil du futur grand vizir Kara Mustafa, le sultan choisit comme Grand Ambassadeur Kara Mehmed Aga, un membre du corps d'élite des conseillers impériaux à la cour. Il confie à Kara Mehmed le gouvernement de la Roumélie pour qu'il bénéficie du titre de Pacha.
Le 30 janvier 1665, Kara Mehmed Aga, devenu donc Kara Mehmed Pacha, quitte la cour d'Edirne. Comme présents pour l'empereur, il emporte avec lui un diamant, une tente, des tapis, de l'ambre, divers plateaux et deux chevaux arabes. Le 8 juin, il entre dans Vienne. Le 18 juin, il rencontre l'emperereur. Une partie de la délégation reste à Vienne jusqu'en mars 1666.
Par la suite, Kara Mehmed Pacha remplit différentes fonctions. En 1671, il devient vizir. En 1683, en tant que chef militaire, il marche avec le grand vizir Kara Mustafa contre Vienne qu'il connaît grâce à son ambassade de 1665. Après la défaite des Ottomans, il tente de défendre la forteresse de Buda mais y trouve la mort en 1684.

## L'ambassade
La description de l'ambassade à Vienne par le chroniqueur Evliyâ Celebi est l'une des sections de son "Livre des voyages" (Seyahatnâme (en), VII.54a–73a) qui a suscité le plus d'intérêt. On peut y lire un portrait haut en couleur de l'empereur Léopold Ier ("C'est un garçon de taille moyenne, pas très corpulent et de taille fine. Par la volonté de Dieu il a une. tête en forme de bonnet de derviche, à moins qu'elle ne soit en forme de courge ou de carafe. Ses yeux sont ronds comme ceux du hibou, ses cils longs et noirs, son visage allongé avec une face de vieux renard, ses oreilles grandes comme des souliers de garçonnet, un nez grand et rouge comme une aubergine..."), le récit du détail des négociations et les tensions provoquées par les règles protocolaires, l'échange des présents et l'échappée d'un des purs-sang arabes qui tue plusieurs personnes en s'enfuyant à travers la ville. Mais aussi et surtout une description détaillée de la ville de Vienne : ses monuments, les habitudes de vie, la pratique médicale et la description d'une opération, les remparts. 
Du côté européen, le diplomate François Mesgnien a laissé une relation détaillée de l'ambassade à Vienne. 
On aurait également conservé une version latine "allégée" d'un rapport ottoman, destinée à Vienne, dans laquelle on ne retrouverait pas les informations concernant les murailles de la ville.